# Lijst van staten in het Heilige Roomse Rijk (I)
Dit is een lijst van staten in het Heilige Roomse Rijk die beginnen met de letter I.
| Naam                                | Type                                                                | Kreits   | Bank | Ontstaan                                                                           | Notities |
| ----------------------------------- | ------------------------------------------------------------------- | -------- | ---- | ---------------------------------------------------------------------------------- | --- |
| Irsee                               | Abdij                                                               | Swab     |      |                                                                                    | 1793: Raad van Vorsten |
| Isenburg HRR vorst van Isenburg     | 1442: Graafschap Budingen en Isenburg                               |          |      |                                                                                    | c1100: Verdeling in Isenburg-Limburg en Isenburg-Kempenich 1137: Verdeeld in Isenburg-Isenburg en Isenburg-Limburg-Covern 1673: Verdeling in Isenburg, Birstein, Isenburg-Marienborn, Isenburg-Meerholz, Isenburg-Wachtersbach 1806: Gaat bij de Rijnbond |
| Isenburg-Birstein                   | 1511: Graafschap Birstein 1744: HRR vorstendom Soeverein vorstendom | Upp Rhen |      | 1628: Verdeeld uit Isenburg-Büdingen-Birstein                                      | 1635-1643: Bezet door Hessen-Darmstadt 1806: Verwerft het gemediatiseerde Isenburg-Büdingen, Isenburg-Meerholz, Isenburg-Philippseich en Isenburg-Wächtersbach 1806: Gaat bij de Rijnbond 1810: Franse bezetting 1813: Oostenrijks bestuur 1816: Aangesloten bij Hessen-Darmstadt |
| Isenburg-Büdingen Isenburg-Budingen | 1442: HRR graafschap                                                |          |      | 1341: Verdeeld uit Isenburg-Cleeberg 1628: Verdeeld uit Isenburg-Büdingen-Birstein | 1131: Eerste vermedling van Gerlach I als heer van Budingen 1219: eerste vermelding van het kasteel Budingen 1240: Lijn sterft uit; gebieden geërfd door de heren van Breuberg en Isenburg 1323: Breuberg lijn sterft uit; Isenburg erft Budingen 1511: Verdeeld in Isenburg-Büdingen-Birstein en Isenburg-Ronneburg (sterft uit in 1601) 1673: Verdeeld in Isenburg-Büdingen, Isenburg-Meerhold en Isenburg-Wächtersbach 1806: Gemediatiseerd bij Isenburg 1816: Bij Hessen-Darmstadt |
| Isenburg-Büdingen-Birstein          | Graafschap                                                          |          |      | 1511: Verdeeld uit Isenburg-Büdingen                                               | 1628: Verdeeld in Isenburg-Büdingen en Isenburg-Birstein |
| Isenburg-Cleberg                    | Graafschap                                                          |          |      | 1286: Verdeeld uit Isenburg-Grenzau                                                | 1341: Verdeeld in Isenburg-Büdingen en Isenburg-Grenzau |
| Isenburg-Grenzau                    | Graafschap                                                          |          |      | 1158: Verdeeld uit Isenburg-Limburg-Covern                                         | 1664: Aangesloten bij Arenberg |
| Isenburg-Limburg-Covern             | Graafschap                                                          |          |      | 1137: Verdeeld uit Nederlahngouw                                                   | 1158: Verdeeld |
| Isenburg-Marienborn                 | 1673: Graafschap                                                    |          |      |                                                                                    | 1725: Samengebracht met Isenburg-Meerholz |
| Isenburg-Meerholz                   | 1673: Graafschap                                                    |          |      | 1673: Verdeeld uit Isenburg-Büdingen                                               | 1806: Aangehecht bij Isenburg-Birstein |
| Isenburg-Offenbach                  | Graafschap                                                          |          |      | 1628: Verdeeld uit Isenburg-Büdingen-Birstein                                      | 1758: Verdeeld |
| Isenburg-Philippseich               | Graafschap                                                          |          |      | 1711: Verdeeld uit Isenburg-Offenbach                                              | |
| Isenburg-Wächtersbach               | 1673: Graafschap                                                    |          |      | 1673: Verdeeld uit Isenburg-Büdingen                                               | 1806: Aangehecht bij Isenburg-Birstein |
| Isny im Allgäu                      | Keizerlijke stad                                                    | Swab     | SW   | c1250                                                                              | 1803: Gemediatiseerd bij de graaf van Quadt 1806: Aangesloten bij het koninkrijk Württemberg |
| Istria                              | Markgraafschap                                                      |          |      | 11de eeuw                                                                          | 1374: Deel gaat over naar de Habsburgers 1420: Rest van Istria sluit aan bij Venetië 1797: Deel van Venetië gaat over naar de Oostenrijkse Habsburgers 1809-1813: Franse bezetting |
| Itter                               | Heerlijkheid                                                        |          |      |                                                                                    | |

A · B · C · D · E · F · G · H · I · J · K · L · M · N · O · P · Q · R · S · T · U · V · W · Z

vrije keizerlijke steden · keizerlijke abdijen